# Vaterpolski klub Jadran Neum
Vaterpolski klub Jadran je vaterpolski klub iz Neuma. Član je Hrvatskog vaterpolskog saveza. HVK "Jadran" iz Neuma je aktivni član 2. hrvatske vaterpolo lige, koja se održava u ljetnim mjesecima, od 1998. godine. Do tada se jedini bosanskohercegovački klub natjecao u 3. hrvatskoj vaterpolo ligi. 
Klub je imao zapažene rezultate u mlađim kategorijama, kao što je osvojeni naslov prvaka 2. lige u kategoriji mlađih kadeta u Rovinju 2002. godine. 
Klupsko sjedište je na adresi Kralja Tomislava b.b., Neum.

## Uspjesi
- Prvenstvo Bosne i Hercegovine
  - doprvaci: 2014.
  - pobjednici: 2015.

- Kup Bosne i Hercegovine
  - pobjednici: 2014.